# 米克尔·莱格伍德
米基利·班哲文·利格活特（英語：Mikele Benjamin Leigertwood，1982年11月12日—）生於恩菲爾德，是英格蘭出生的安地卡及巴布達職業足球員，司職中場，現時效力英冠球會雷丁 。利格活特支持足球界反對同性恋恐惧症的「踢走它」（Kick It Out）活動。

## 生平

### 球會
利格活特出身溫布頓的青訓系統，但於2001年11月外借奧連特時作處子登場。於2001/02年季末才為溫布頓首次上陣，以0-1負於班士利，2003年3月續約到2005/06年球季結束。效力溫布頓期間上陣65場，僅在聯賽對诺里奇城和屈福特及英格蘭聯賽盃對樸茨茅夫合共取得3個入球。
2004年1月他以15萬5,000英鎊身價轉投水晶宮，是領隊伊恩·杜尼（Iain Dowie）上任後正式收購的首名球員，在餘下球季為水晶宮上陣10場聯賽，協助球隊取得甲組〈第二級〉聯賽第6位參加升班附加賽，先後擊敗狼隊及錫菲聯升上英超。2004/05年球季利格活特為水晶宮上陣23場，於對熱刺時射入加盟以來首個入球，但球隊在煞科日敗陣而以1分之微被西布朗壓倒而降回來季新更名的英冠。
在水晶宮降班後，已約滿的利格活特轉投錫菲聯，動筆簽約三年，由於尚未滿24歲，錫菲聯需要向水晶宮支付60萬英鎊作為補償金。僅效力一季後，他於2007年8月以90萬英鎊身價加盟昆士柏流浪，同樣簽約三年。2010年1月11日為球隊上陣超過100場，他獲延長合約至2012年夏季。
2010/11年球季利格活特為領頭羊昆士柏流浪上陣10場僅一場為正選，於2010年11月23日被外借到另一支英冠球隊雷丁兩個月，期間正選上陣7場賽事，球隊取得4勝3和不敗佳績，獲得延長借用至球季結束。2011年1月29日利格活特在英格蘭足總盃第四圈作客對取得加盟後首球，協助雷丁2-1淘汰對手晉級十六強；一不離二，下場聯賽他在作客對升班競爭對手卡迪夫城身上再下一城。利格活特為雷丁上陣的首18場聯賽保持不敗，而最終28場上陣亦僅兩負，協助球隊以第5位的成績結束球季參加升班附加賽，準決賽兩回合累計3-0淘汰卡迪夫城，將於季後結婚的利格活特，為參加附加賽決賽，他不惜取消早已安排在拉斯維加斯舉行的男士婚前聚會。2011年5月26日在升班附加賽決賽舉行前，雷丁在官網宣佈付出無透露的「巨額」轉會費向昆士柏流浪正式羅致利格活特，簽約三年，新約於6月1日轉會窗重開後生效。

### 國家隊
利格活特有資格代表安提瓜和巴布達，時任國家隊領隊威利·唐納基（Willie Donachie）於2008年6月嘗試徵召他入伍參賽一場世界盃外圍賽，但他以需出席一個婚禮而婉拒。同年10月28日利格活特在對伯明翰城領紅及被罰停賽4場，在停賽期間，他接受徵召代表安提瓜和巴布達參賽2008年加勒比海錦標賽，於11月5日首次披甲出戰主辦國千里達及托巴哥，以2-3落敗；下一場對圭亞那取得個人首個國際賽入球。
國際賽入球
| # | 日期          | 場地                   | 對賽球隊 | 入球 | 賽果 | 競賽                 |
| - | ------------- | ---------------------- | -------- | ---- | ---- | -------------------- |
| 1 | 2008年11月7日 | 千里達及托巴哥，馬哥耶 |          | 1-0  | 2-1  | 2008年加勒比海錦標賽 |

## 榮譽
雷丁
- 英格蘭足球冠軍聯賽 冠軍：2011/12年；

## 外部連結
- 足球数据库：米克尔·莱格伍德的球员统计数据
- 錫菲聯官網簡歷
- 昆士柏流浪官網簡歷
- CaribbeanFootballDatabase：國際賽統計 （页面存档备份，存于）